# Ștefan Vencov
Ștefan Vencov (n. 17 noiembrie 1899, Buzău – d. 8 septembrie 1955, Karl-Marx-Stadt (azi Chemnitz), Republica Democrată Germană) a fost un fizician român, membru corespondent (1948) al Academiei Române.

## Biografie
A fost profesor la Institutul Politehnic din București. A adus contribuții în domeniul descărcărilor electrice în gaze și a cercetat spectrele de absorbție a numeroase substanțe.
A fost membru corespondent al Academiei de Științe din România începând cu 20 decembrie 1936.

## Distincții
- Medalia „A cincea aniversare a Republicii Populare Române” (24 decembrie 1952) „pentru lupta și munca duse în vederea făuririi, consolidării și prosperării Republicii Populare Române”[2]
- Ordinul Muncii clasa I (14 septembrie 1953)[3]